# Intercooler

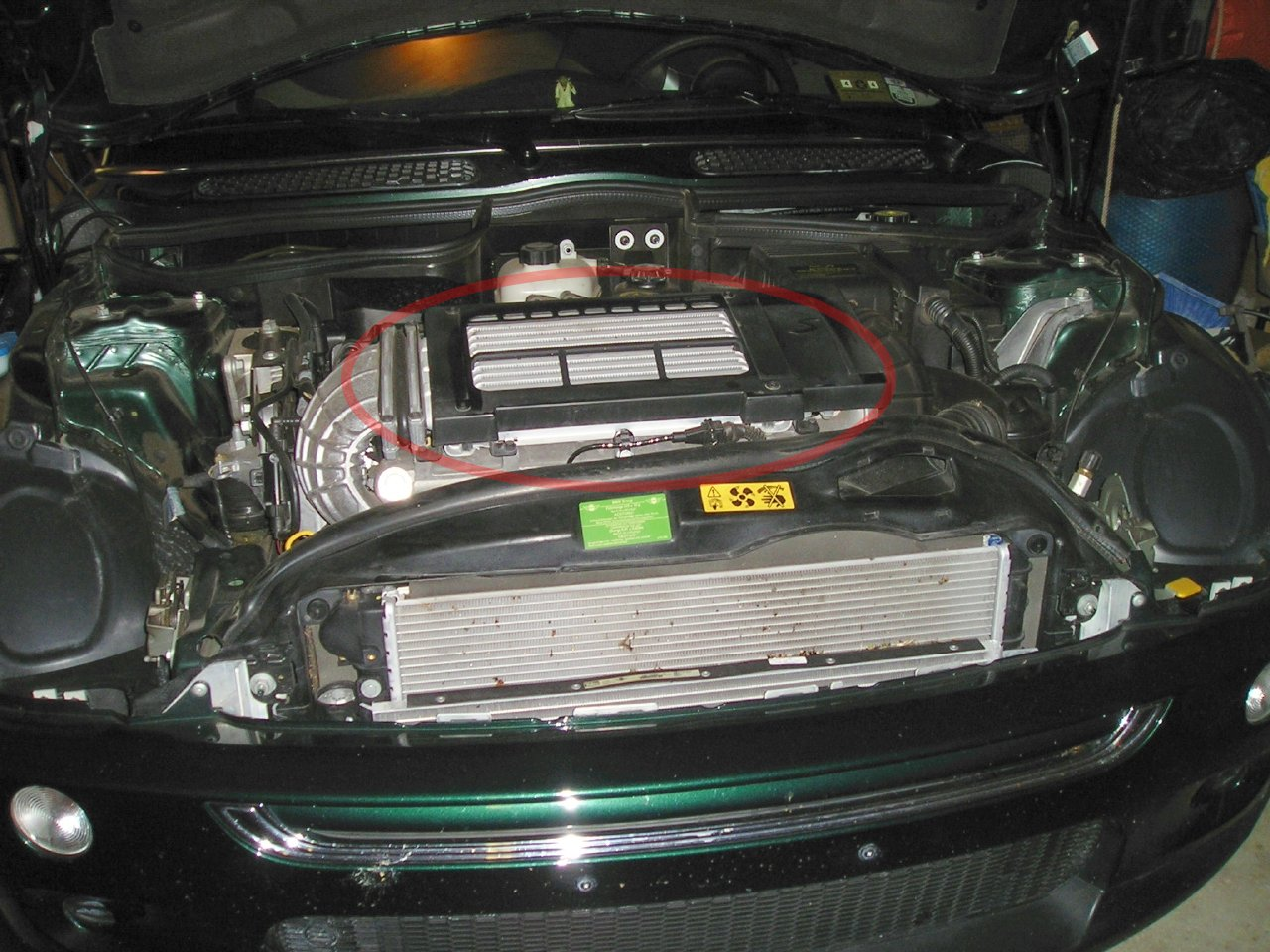
Intercoolern (inringad) på en Mini Cooper S är monterad på motorns ovansida. Den kylande luften släpps in genom en öppning i motorhuven.

Intercooler eller laddluftkylare är en form av kylare som kyler insugsluften i en överladdad förbränningsmotor. Värmeutvecklingen i ett turboaggregat gör att insugsluften, som komprimeras av turbon, blir varmare. Luften leds genom en intercooler, monterad mellan turbon och insuget, för att sänka temperaturen, detta för att motverka spikningar och höja verkningsgraden. Kallare luft har högre densitet och innehåller mer syre än motsvarande mängd varm luft och då kan mer syre tillföras motorn vilket medför att mera bränsle kan förbrännas. En intercooler hämmar luftens flöde något, men vinsten i verkningsgrad genom lägre temperatur på insugsluften är betydligt större än vad förlusten blir av det hämmade flödet.